# Frankrijk op de Olympische Winterspelen 1932
Tijdens de Olympische Winterspelen van 1932, die in Lake Placid (Verenigde Staten) werden gehouden, nam Frankrijk voor de derde keer deel.

## Medailleoverzicht
| Sport       | Olympiër                    | Discipline | Medaille |
| ----------- | --------------------------- | ---------- | -------- |
| Kunstrijden | Andrée Brunet Pierre Brunet | paarrijden | Goud     |

## Deelnemers en resultaten

### Bobsleeën
| Olympiër                    | Discipline                | Resultaat | Prestatie                                       |
| --------------------------- | ------------------------- | --------- | ----------------------------------------------- |
| Louis Balsan Armand Delille | 2-mansbob (m) Frankrijk I | 11e       | 9.02,59 (2.20,10 / 2.19,37 / 2.13,56 / 2.09,56) |

### Kunstrijden
| Olympiër                    | Discipline | Resultaat | Prestatie           |
| --------------------------- | ---------- | --------- | ------------------- |
| Andrée Brunet Pierre Brunet | paarrijden | Goud      | pc. 12; 76,7 punten |

### Langlaufen
| Olympiër        | Discipline | Resultaat | Prestatie |
| --------------- | ---------- | --------- | --------- |
| Léonce Crétin   | 18 km (m)  | 19e       | 1:36.42   |
| Albert Secrétan | 18 km (m)  | 24e       | 1:38.39   |
| Paul Mugnier    | 18 km (m)  | 30e       | 1:41.34   |
| Raymond Berthet | 18 km (m)  | 36e       | 1:43.38   |

België · Canada · Duitsland · Finland · Frankrijk · Groot-Brittannië · Hongarije · Italië · Japan · Noorwegen · Oostenrijk · Polen · Roemenië · Tsjecho-Slowakije · Verenigde Staten · Zweden · Zwitserland